# Willem Bijlard
Willem Herman Petrus Bijlard (Utrecht, 6 april 1875 – Nijmegen, 10 augustus 1940) was een Nederlandse architect. 

## Leven en werk
Bijlard was een zoon van banketbakker Hermanus Gerardus Bijlard (1843 - 1923) en Catharina Maria Pompe (1847 - 1914). Hij kreeg zijn opleiding bij architect Eduard Cuypers. In 1910 vestigde hij zich in Nijmegen, waar hij adjunct-directeur gemeentewerken en stadsarchitect werd. Hij ontwierp er onder meer het Quack-monument (1925).

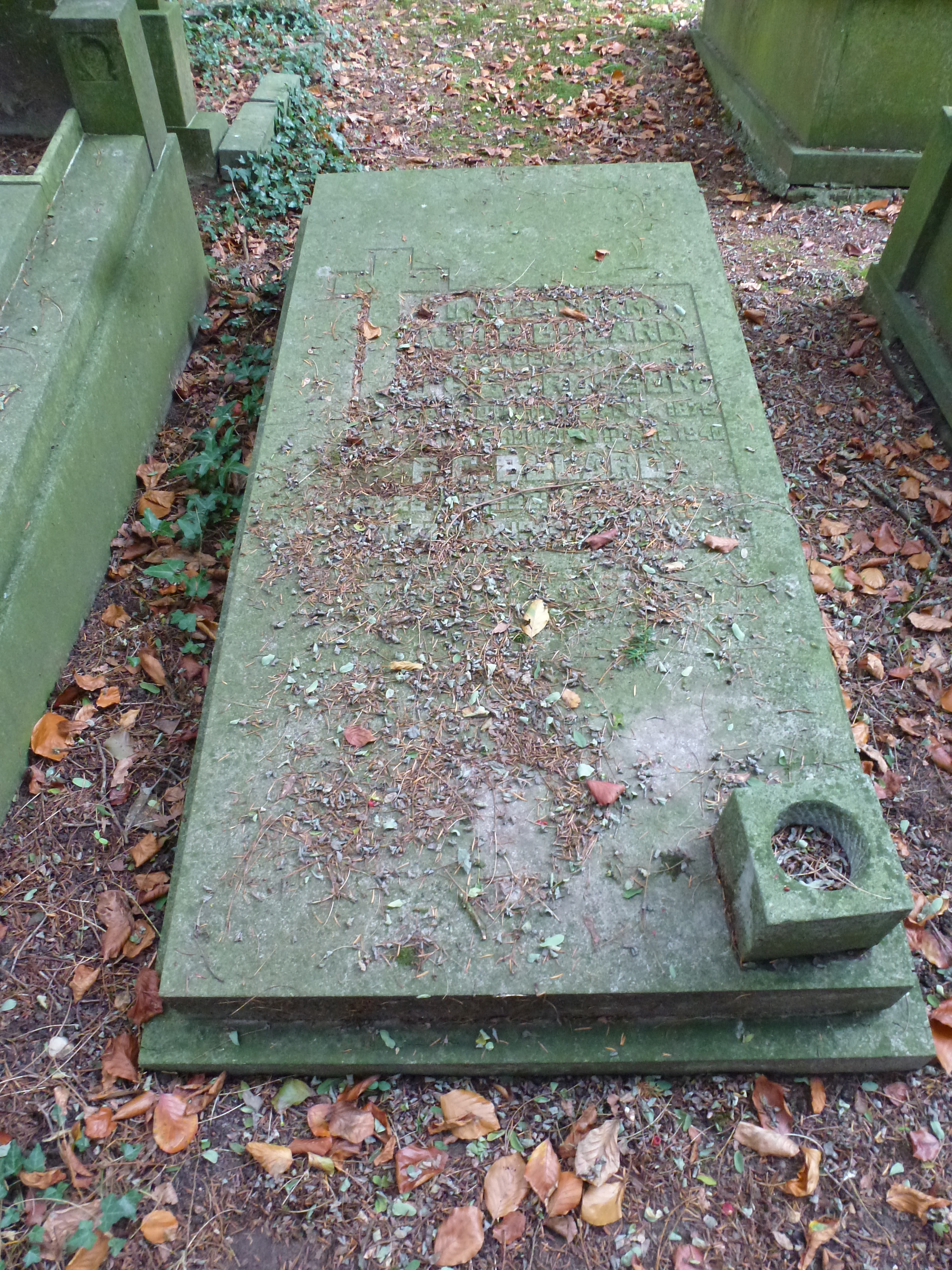
Graf van Willem Bijlard

Bijlard overleed op 65-jarige leeftijd en werd begraven op de begraafplaats Daalseweg in Nijmegen.
Zijn broer Henricus Joannes Antonius Bijlard (1889 – 1947) heeft samen met Klazienis Van Geijn (1876 – 1956) het architectenbureau van Eduard Cuypers voortgezet onder de naam ‘Eduard Cuypers Amsterdam’ en verhuisden van de Jan Luijkenstraat 2 naar de Beethovenstraat 59.